# Puck Building
El Puck Building ocupa una illa urbana delimitada per Lafayette Street,  Houston Street, Mulberry Street i Jersey Street, a Manhattan a Nova York (EUA). Aquest exemple d'arquitectura  neoromànica, concebut per Albert i Herman Wagner, va ser construït el 1885 i va conèixer una ampliació el 1893. Sobre la façana de l'edifici hi són representades dues figures daurades del personatge de Shakespeare, Puck.

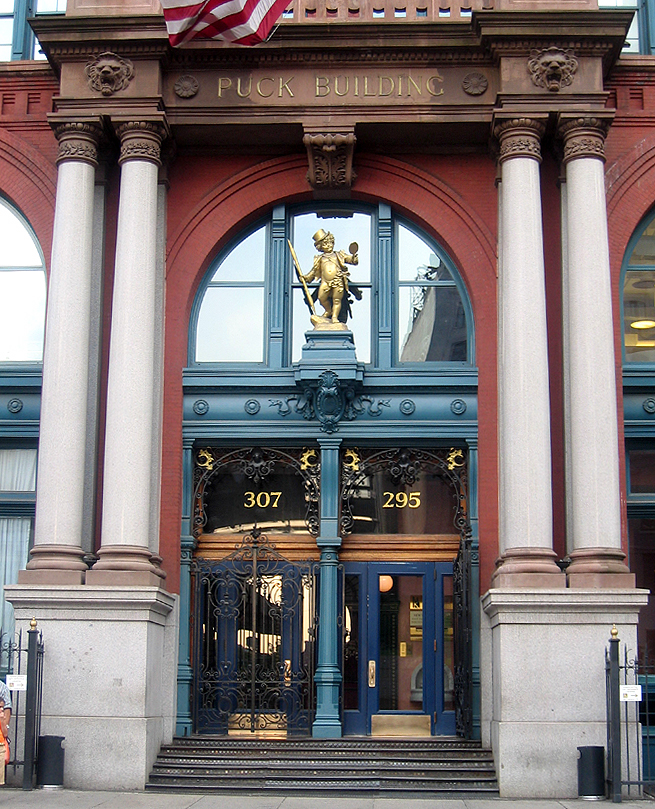
L'entrada del Puck Building

L'edifici albergava originalment el servei d'impressió de la revista Puck que va aturar la seva publicació el 1918. Conté des d'aleshores espais d'oficines, així com sales de ball per a grans esdeveniments. Als anys 1980, l'edifici esdevé la seu de la revista Spy, després alberga, al començament del segle xxi, el Manhattan Center of Pratt Institute. D'ençà el 2004, serveix d'amfitrió a la  Wagner Graduate School of Public Service de la New York University.
La façana de l'edifici apareix molt sovint a la sèrie americana Will & Grace, ja que acull el despatx on treballa Grace Adler (interpretada per Debra Messing).
L'immoble pertany a l'empresa Kushner Properties, la companyia de Charles Kushner, un donant eminent del  partit demòcrata de Nova Jersey, de qui el fill  Jared no és altre que el propietari del New York Observer.